# La Bassée
La Bassée este o comună în departamentul Nord, Franța. În 1 ianuarie 2022 avea o populație de 6.678 de locuitori.

## Personalități născute aici
- Louis-Léopold Boilly (1761 - 1845), pictor.